# Żurawin (województwo mazowieckie)
Żurawin – wieś w Polsce, położona w województwie mazowieckim, w powiecie sierpeckim, w gminie Mochowo. Ma status sołectwa.

## Integralne części wsi
| SIMC    | Nazwa    | Rodzaj    |
| ------- | -------- | --------- |
| 1056304 | Jakubowo | część wsi |

W latach 1975–1998 wieś administracyjnie należała do województwa płockiego.
Prywatna wieś szlachecka Żurawino położona była w drugiej połowie XVI wieku w powiecie sierpeckim województwa płockiego. We wsi znajduje się kościół i Sanktuarium z Cudownym Wizerunkiem Maryi, czczonym przez okoliczną ludność. Co roku w Święto Przemienia Pańskiego (niedziela po 6 sierpnia) do Żurawina przybywają licznie mieszkańcy okolicznych wsi na doroczny odpust ku czci Matki Bożej Żurawińskiej.

## Zobacz też

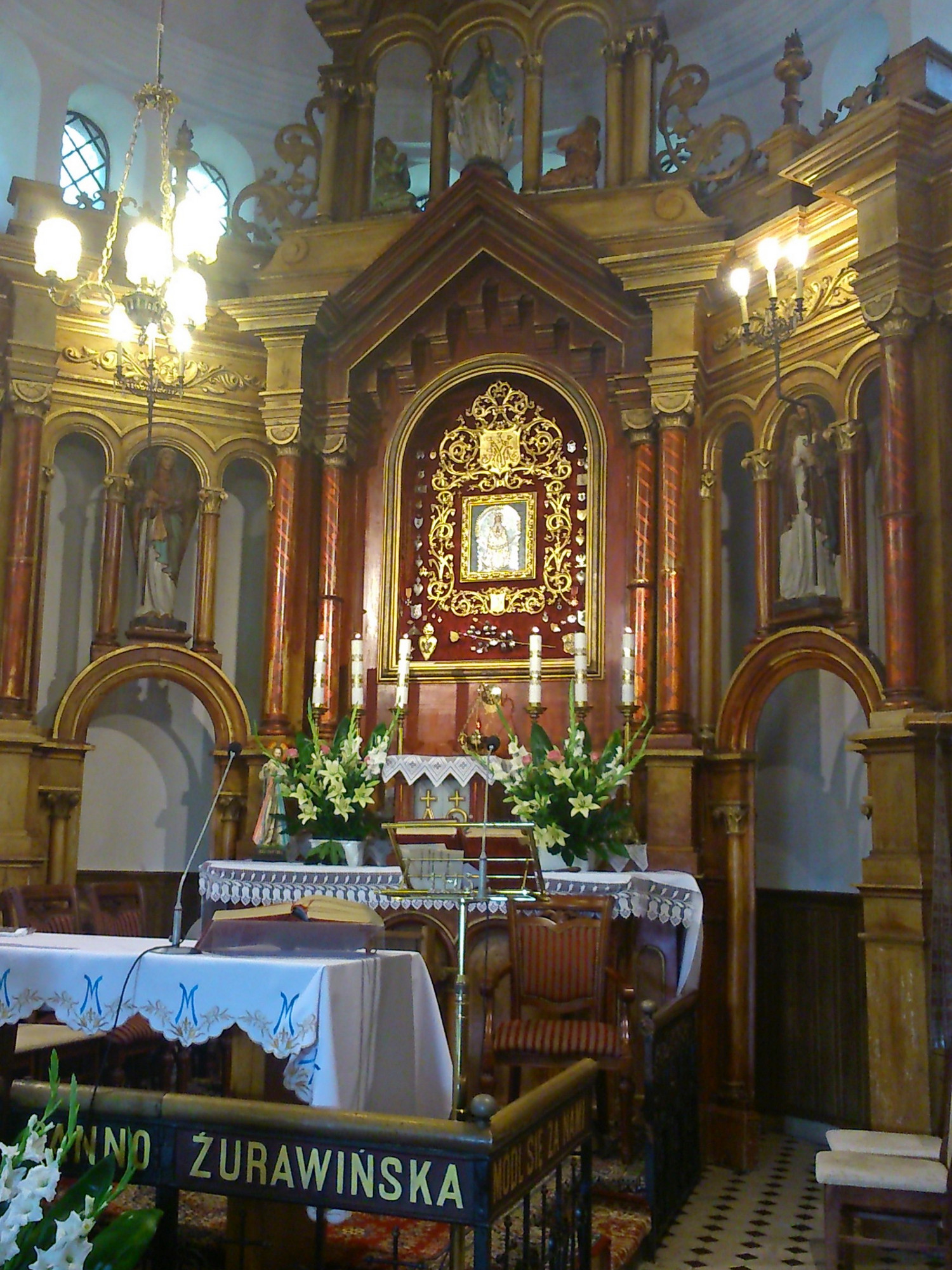
Obraz Matki Bożej Żurawińskiej